# Quinn the Eskimo (The Mighty Quinn)
Quinn the Eskimo (The Mighty Quinn) – piosenka skomponowana przez Boba Dylana, nagrana przez niego i zespół The Band 31 sierpnia 1969 r. podczas Festiwalu na wyspie Wight i wydana na albumie Self Portrait w czerwcu 1970 r.

## Historia i charakter utworu
Po wypadku motocyklowym w lipcu 1966 r. Dylan udał się na prawie 2-letnie odosobnienie do Woodstock. Przebywał tam z grupą The Band. Od czerwca do listopada 1967 r. Dylan skomponował imponującą liczbę ponad 150 utworów, które zostały nagrane na amatorskim sprzęcie skonstruowanym przez członka The Band – Gartha Hudsona. Prawdopodobnie nagrania te stanowią najlepszy zbiór kompozycji Dylana.
Jedną z piosenek nagranych wówczas jest znana pod różnymi tytułami „Quinn the Eskimo (The Mighty Quinn)”. Na taśmie uwieczniona została na wrześniowo–październikowych sesjach w dwóch wersjach. Nagrania te szybko przedostały się na zewnątrz dostarczając materiału na liczne bootlegi.
12 stycznia 1968 r. grupa Manfred Mann wydała tę kompozycję na singlu, który stał się przebojem zespołu i osiągnął 1 miejsce na liście przebojów w Wielkiej Brytanii i 10 w USA. Zaskoczony sukcesem piosenki Dylan skomentował do zdaniem: Nie wiem o czym ona jest. Myślę, że to były jakieś dziecięce rymowanki.
Dylan po raz pierwszy wykonał ten utwór na jedynym pełnowymiarowym koncercie w okresie od lipca 1966 do 1974 r. na festiwalu na wyspie Wight 31 sierpnia 1969 r.
Powtórnie sięgnął po nią po 33 latach i zaczął ją wykonywać na koncertach od 2002 r.
Źródłem piosenki jest film z 1959 r. The Savage Innocents. Bohaterem jest Eskimos czy też Aleuta grany przez Anthony’ego Quinna, który prowadzi swoją walkę z cywilizacją.
Wokół piosenki tej trwały dyskusje o znaczeniu tekstu utworu. Niektórzy uważają tekst za całkowicie trywialny, a inni wykazują wręcz mesjaniczne podteksty. Autor Greil Marcus w swojej książce stwierdził, że „jest to słynna piosenka o wyzwoleniu z nicości, o zwycięstwie nad nudą”.
Piosenka ta zainspirowała także twórców filmu The Mighty Quinn (Gliniarz na Karaibach), którego bohaterem jest Xavier Quinn, grany przez Denzela Washingtona.
Wykonanie piosenki na koncercie na wyspie Wight w Woodside Bay jest niezwykle żywiołowe, kosztem nawet zgrania z resztą zespołu. Dylan wykorzystuje tutaj swój nowy głos, który zaprezentował już na albumie Nashville Skyline. Był to 15 z 17 wykonanych na festiwalu utworów.

## Muzycy
- Bob Dylan – wokal, gitara, harmonijka
- Garth Hudson – organy, wokal
- Robbie Robertson - gitara, wokal
- Richard Manuel – pianino, wokal
- Rick Danko – gitara basowa, wokal
- Levon Helm – perkusja, wokal

## Dyskografia
Albumy oficjalne
- Bob Dylan’s Greatest Hits Vol. II (1971)
- Biograph (1986)
- The Essential Bob Dylan (2005)

Bootlegi
- The Genuine Basement Tapes Vol. 2 BD-2003
- A Tree with Roots. The Genuine Basement Tapes Remasters Disc 4
- Isle of Wight. Woodside Bay, Near Ryde. 31/08/69

## Wykonania piosenki przez innych artystów
- Manfred Mann – singiel (1968); The Mighty Quinn (1969); Semi-Detached Suburban (1979); Chapter Two: The Best of the Fontana Years (1994)
- Manfred Mann's Earth Band – Watch (1978); Budapest Live (1984); 20 Years of Manfred Mann's Earth Band 1971-1991 (1991)
- Ian and Sylvia – Nashville (1968); Greatest Hits! (1987); Best of the Vanguard Years (1998)
- Ramsey Lewis – Maiden Voyage (1968)
- Gary Puckett and the Union Gap – Young Girl (1968)
- 1910 Fruitgum Company – 1, 2, 3, Red Light (1968)
- Kettels – Overflight (1968)
- James Last – Non Stop Dancing (1968)
- Uncle Bill – Socks It to Ya (1968)
- The Ventures – Flight of Fantasy (1968)
- Family Frog – singiel (1968)
- The Hollies – Hollies Sing Dylan (1969); Words and Music by Bod Dylan (1969); Long Cool Woman (1971)
- The Brothers and Sisters of Los Angeles – Dylan Gospel (1969)
- Julie London – Yummy Yummy (1969)
- Carmen – Carmen (1969)
- Peter Schickele – Good-Time Ticket (1969)
- Lulu – It's Lulu (1970)
- Mike Batt Orchestra – Portrait of Bob Dylan (1972)
- Leon Russell – Leon Live (1973)
- Meissberg and Walters – love's an Easy Song (1977)
- Ducks Deluxe – Last Night of a Pub Rock Band (1981)
- Sheryl Lee Ralph with Cedella Marley and Sharon Marley Prendergast na albumie różnych wykonawców The Mighty Quinn (soundtrack) (1989)
- Blues and Soda – Happy Birthday Mr. Dylan (1992)
- The Little Angels – singiel (1993)
- Brewer and Shipley – Archive Alive (1997)
- Grateful Dead – Dick's Picks, Volume 17 (2000); Postcards of the Hanging: Grateful Dead Perform the Songs of Bob Dylan (2002)
- Michel Montecrossa – Born in Time (2000)
- Reggae Rockers na albumie różnych wykonawców Blowin’ in the Wind: A Reggae Tribute to Bob Dylan (2003)
- Krokus - Big Rocks (2017)